# Мадагаскарские ужи Мертенса
Мадагаскарские ужи Мертенса (лат. Madagascarophis) — род змей из семейства Pseudoxyrhophiidae. Эндемики острова Мадагаскар.

## Внешний вид и строение
Общая длина представителей этого рода достигает 1 м. Имеют сильно расширенную у основания голову с большими глазами. Их отличительной чертой является вертикальная зрачок. Окраска неяркая — серых и коричневых цветов, с рисунком из тёмных пятен.

## Образ жизни
Любят леса, нередко встречаются вблизи человеческих поселений. Хотя обычно мадагаскарских ужей можно встретить на земле, они хорошо лазают по деревьям. Активны в сумерках и ночью. Питаются лягушками, которых заглатывают живьем, а также небольшими грызунами и ящерицами, прежде всего хамелеонами, которых змеи душат кольцами своего тела.
Это яйцекладущие змеи. Самки откладывают от 2 до 6 яиц. Молодые ужи появляются через 83 дня.

## Виды
В настоящее время выделяют 5 видов:
- Мадагаскарский уж Шлегеля[1] (Madagascarophis colubrinus)
- Madagascarophis meridionalis
- Madagascarophis ocellatus
- Madagascarophis fuchsi
- Madagascarophis lolo